# Ronco Briantino
Ronco Briantino é uma comuna italiana da região da Lombardia, província de Monza e Brianza, com cerca de 3.099 habitantes. Estende-se por uma área de 3 km², tendo uma densidade populacional de 1033 hab/km². Faz fronteira com Merate (LC), Robbiate (LC), Osnago (LC), Verderio Inferiore (LC), Bernareggio, Carnate.
O nome da cidade é uma homenagem à família Brianti, muito influente na região principalmente no Império Romano e na Baixa Idade Média, quando vão para o atual Vêneto, na divisa com a Áustria.

## Demografia
| Variação demográfica do município entre 1861 e 2011                               |
|                                                                                   |
| Fonte: Istituto Nazionale di Statistica (ISTAT) - Elaboração gráfica da Wikipedia |